# Тама (река)
Вижте пояснителната страница за други значения на Тама.
Тама (на японски: 多摩川, по английската Система на Хепбърн Tama) е главна река в префектури Яманаши, Канагава и Токио на о. Хоншу, Япония. Официално е класифицирана като водоем от клас 1 от Японското правителство.
Дължината ѝ е 138 km, а площта 1,240 km2. Реката тече през Токио на разделителната линия между него и Канагава. В Токио по двата бряга на реката има множество паркове и спортни площадки, което ги прави привлекателно място за излети.
Реката се оттича в язовирите Окутама и Широмару.